# 艾利·塔哈瑞
艾利·塔哈瑞（Elie Tahari，1952年—）是美国一名时装设计师。
艾利·塔哈瑞1952年生于以色列耶路撒冷，他的父母早年从伊朗搬迁到以色列。1953年-1957年，他们全家回到伊朗。之后，又迁回以色列。艾利的父母离婚后，他的父亲再婚。而艾利被送到里雄莱锡安的一个孤儿院，之后搬到特拉维夫。他接下来的几年在卡瓦扎希勒和海法一个以色列空军的寄宿学校渡过。
1971年，艾利作为电工移民到美国。搬迁到纽约后，他在曼哈顿的时装区找工作，他在曼哈顿学会的时装生意。整个1970年代，艾利主要都是设计女性服装。1974年，他成为第一位在麥迪遜大道开时装店的设计师。
1980年代，艾利转为设计女式西服。